# Dolicheremaeus pustulatus
Dolicheremaeus pustulatus är en kvalsterart som beskrevs av Sandór Mahunka 1989. Dolicheremaeus pustulatus ingår i släktet Dolicheremaeus och familjen Tetracondylidae. Inga underarter finns listade i Catalogue of Life.